# SMS Oldenburg
SMS Oldenburg byla čtvrtá loď  třídy Helgoland, bitevních lodí (dreadnought) německého císařského námořnictva (Kaiserliche Marine). Kýl byl položen v loděnici Schichau-Werke v Gdaňsku 1. března 1909, spuštěna na vodu byla 30. června 1910 a uvedena do služby dne 1. května 1912. Hlavní výzbroj tvořilo dvanáct děl ráže 305 mm v šesti věžích po dvou a dosahovala maximální rychlosti 21,2 uzlů (39,3 km/h; 24,4 mph). Oldenburg byla přidělena k I. bitevní eskadře Širokomořského loďstva, kde sloužila po většinu své kariéry, včetně první světové války.
Spolu se svými sesterskými loděmi Helgoland, Ostfriesland a Thüringen se Oldenburg účastnila všech hlavních operací floty za první světové války v Severním moři proti britské Grand Fleet, včetně bitvy u Jutska 31. května a 1. června 1916, největší námořní bitva války. Loď také bojovala v Baltském moři proti ruskému carskému námořnictvu. Byla přítomna při prvním a neúspěšném vpádu do Rižského zálivu v srpnu 1915, ačkoli během operace nezasáhla do boje.
Po německém kolapsu v listopadu 1918 byla většina Širokomořského loďstva internována a poté během mírových jednání potopena ve Scapa Flow. Čtyři lodě třídy Helgoland směly zůstat v Německu, ale nakonec byly předány vítězným spojeneckým mocnostem jako válečné reparace; Oldenburg získalo Japonsko, které ji v roce 1920 prodalo do Británie k sešrotování, ke kterému došlo v roce 1921 v Dordrechtu.